# Apeldoorn
Apeldoorn (anhörenⓘ, Niedersächsisch: Apeldoorne útspraakⓘ) ist eine Gemeinde und eine Großstadt in den Niederlanden. Sie ist das regionale Zentrum der Veluwe in der Provinz Gelderland. Auf die Fläche bezogen ist Apeldoorn die viertgrößte Gemeinde der Niederlande (nach Het Hogeland, Noordoostpolder und Midden-Drenthe). Die Gemeinde hat 168.563 Einwohner (Stand 1. Januar 2025). Durch den Bau der neuen Stadtviertel Zonnehoeve und Zuidbroek wird die Stadt in den nächsten Jahren auf etwa 170.000 Einwohner anwachsen.

## Geographie
Apeldoorn liegt unmittelbar östlich der Veluwe mit dem Torenberg.

## Orte
Zum Gemeindegebiet gehören auch Assel, Beekbergen, Beemte-Broekland, Engeland, Groenendaal, Hoenderloo, Hoog Buurlo, Hoog Soeren, Hooilanden, Klarenbeek (zum Teil), Lieren, Loenen, Nieuw-Milligen, Oosterhuizen, Radio Kootwijk, Uddel, Ugchelen, Wenum-Wiesel, Woudhuizen und Zilven.
Apeldoorn ist eine grüne Stadt mit wenigen Hochhäusern und vielen freistehenden Häusern.

## Geschichte
Apeldoorn wurde unter der lateinischen Bezeichnung Apoldro/Appoldro erstmals 792/793 in der Regierungszeit des Frankenkönigs Karl urkundlich erwähnt. Im Mittelalter ist an einem Ort mitten im Wald, der jetzt „Het Herenhul“ heißt, Recht gesprochen worden. Ein kleiner Waldweg zwischen Apeldoorn und Beekbergen heißt deshalb immer noch „Richtersweg“. Im Jahre 1689 ließ Wilhelm III., Statthalter der Niederlande und König von England, das Lustschloss Het Loo bauen. Seitdem haben immer Mitglieder des Hauses Oranien in Apeldoorn gelebt, bis Het Loo nach dem Tode Königin Wilhelminas in ein Museum umgewidmet wurde. Dieser Umstand und die Lage waren ab etwa 1850 Grund für viele Haager Staatsbeamte und andere Leute, in Apeldoorn eine Villa oder kleinere Wohnung mit Garten zu erwerben. Dadurch breitete Apeldoorn sich vom Bauerndorf zu einer Villenstadt mit vielen Grünanlagen aus.
Die klaren, sauberen Bäche, vor Ort sprengen genannt, förderten schon seit dem 18. Jahrhundert die Ansiedlung von Papierindustrie und Wäschereien.
Der Zweite Weltkrieg und die deutsche Besatzungszeit 1940–1945 ließen auch Apeldoorn nicht unberührt. Es war ein Zentrum des Druckes von Widerstandsblättern. Die jüdische psychiatrische Anstalt Het Apeldoornsche Bosch wurde von den Nationalsozialisten geräumt und fast alle Bewohner und Mitarbeiter (rund 1300) starben in den Konzentrationslagern. Im Herbst 1944 wurden von der deutschen Wehrmacht mit Unterstützung der NSB zwei große Razzien durchgeführt, um Zwangsarbeiter für den Bau von Verteidigungsstellungen bei Doesburg, Zevenaar und Rees zu rekrutieren. Am 17. April 1945 erfolgte die Befreiung.
Nach 1960 entwickelte Apeldoorn sich schnell zum heutigen Wohlstand und Umfang. 1968 wurde die Theologische Universität Apeldoorn gegründet. Die Entscheidung der Regierung, viele Behörden – wie das Steueramt – aus dem überfüllten Westen in kleinere Städte zu verlagern, schaffte in Apeldoorn viele neue Arbeitsplätze und machte den Neubau vieler Wohnungen und Stadtviertel notwendig.
Durch eine Amokfahrt am Koninginnedag 2009 starben acht Menschen, darunter der Täter selbst, mehrere Menschen wurden verletzt. Der Täter wollte während der Paradefeierlichkeiten mit seinem Kleinwagen in den Bus der Königsfamilie fahren, verlor aber vorher die Kontrolle über sein Fahrzeug, das nach dem Aufprall auf ein Denkmal zum Stillstand kam.

## Wirtschaft
Aufgrund der zentralen Lage haben sich viele Dienstleistungsunternehmen, Behörden und Großhandelsbetriebe in Apeldoorn niedergelassen. Darunter sind Versicherungsgesellschaften, das niederländische Katasteramt, einige Abteilungen der Steuerbehörde, darunter anderen die EDV, mehrere Kliniken (auch in Beekbergen), Papiergroßhandlungen, Wäschereien und in Hoenderloo ein Heim für jugendliche Straftäter. Es gibt auch Industrie, unter anderem für Metallwaren, Brot und Kuchen, Papier und Maschinen. Auch befindet sich hier die Versandzentrale der Apple Inc. für Mitteleuropa. In der Stadt Apeldoorn gibt es insgesamt 100.860 Arbeitsplätze (Stand 2020). Auch der Tourismus ist sehr bedeutend. Es gibt mehrere Hotels und Campingplätze in der Gemeinde.
Die Stadt liegt an der deutsch-niederländischen Ferienstraße Oranier-Route.

## Politik

### Bürgermeister
Seit dem 18. Dezember 2019 ist Ton Heerts (PvdA) amtierender Bürgermeister der Gemeinde, als Nachfolger von John Berends (neuer Kommissar des Königs von Gelderland), der übergangsweise durch Petra van Wingerden-Boers vertreten wurde.

### Kollegium von Bürgermeister und Beigeordneten
Das Kollegium besteht für den Zeitraum bis 2022 aus Mitgliedern der Parteien VVD, Lokaal Apeldoorn, CDA, D66 und GroenLinks. Sie wurden im Rahmen einer Ratssitzung am 17. Mai 2018 berufen. Folgende Personen gehören zum Kollegium und sind in folgenden Bereichen zuständig:

Seit der Wahl 2022 besteht das Kollegium aus VVD, Lokaal Apeldoorn, GroenLinks, SGP und SP.

(Unteres gehört zur (letzten) Wahlperiode 2018-2022)
| Name           | Partei           | Ressort |
| -------------- | ---------------- | --- |
| Jeroen Joon    | VVD              | Raumordnung, wirtschaftliche Angelegenheiten und Akquisition, Veranstaltungen, Städtedreieck (um die Städte Apeldoorn, Deventer und Zutphen), Grundlagen, Planung und Kontrolle, Personal und Organisation, Beigeordneter für den Stadtbezirk Zuidwest, Projekt: Hochschulwesen   |
| Wim Willems    | Lokaal Apeldoorn | öffentlicher Raum, Mobilität, Luftfahrt, Stadtviertel, öffentliche Dienstleistung, Informationstechnik und Facilitymanagement, Immobilien, Kommunikation, Beigeordneter für den Stadtbezirk Noordoost, Projekte: Kanalzone, Huis van de Stad und Revitalisierung der Stadtviertel |
| Nathan Stukker | CDA              | Sozialhilfegesetz, Bildung, Breite und Spitzensport (-veranstaltungen), Wohnen, Strategie, Beigeordneter für die Dörfer, Projekte: Hochschulwesen und -standort der zentralen Verwaltung                                                                                          |
| Mark Sandmann  | D66              | Erholung und Tourismus, Natur und Tierwohl, Energiewende, Müll und Umwelt, Aktivierung und Einkommen, Erbgut, Stadtmarketing, Beigeordneter für den Stadtbezirk Noordwest, Projekte: Innenstadt, Huis van de Stad                                                                 |
| Detlev Cziesso | GroenLinks       | Finanzen, Jugend, Volksgesundheit, Kunst und Kultur, Beigeordneter für den Stadtbezirk Zuidoost, Projekt: Standort der zentralen Verwaltung |

Das Amt der Gemeindesekretärin wird von Yolande van der Meulen ausgeübt.

### Sitzverteilung im Gemeinderat
Der Gemeinderat wird seit 1982 folgendermaßen gebildet:
| Partei                         | Sitze a | Sitze a | Sitze a | Sitze a | Sitze a | Sitze a | Sitze a | Sitze a | Sitze a | Sitze a | Sitze a |
| Partei                         | 1982    | 1986    | 1990    | 1994    | 1998    | 2002    | 2006    | 2010    | 2014    | 2018    | 2022    |
| ------------------------------ | ------- | ------- | ------- | ------- | ------- | ------- | ------- | ------- | ------- | ------- | ------- |
| VVD                            | 10      | 8       | 6       | 7       | 8       | 6       | 6       | 6       | 5       | 6       | 6       |
| Lokaal Apeldoorn b             | –       | –       | –       | –       | –       | 7       | 4       | 4       | 3       | 5       | 6       |
| GroenLinks                     | –       | –       | 2       | 3       | 3       | 3       | 4       | 3       | 3       | 3       | 4       |
| PvdA                           | 9       | 13      | 8       | 7       | 8       | 6       | 11      | 5       | 4       | 2       | 3       |
| ChristenUnie                   | –       | –       | –       | –       | –       | 2       | 3       | 3       | 5       | 4       | 3       |
| D66                            | 2       | 2       | 7       | 7       | 3       | 2       | 1       | 4       | 7       | 4       | 3       |
| GemeenteBelangen c             | 2       | 1       | 1       | 3       | 5       | 3       | 2       | 3       | 2       | 1       | 2       |
| CDA                            | 12      | 12      | 12      | 9       | 7       | 8       | 6       | 6       | 5       | 5       | 2       |
| WijApeldoorn                   | –       | –       | –       | –       | –       | –       | –       | –       | –       | –       | 2       |
| PvdD                           | –       | –       | –       | –       | –       | –       | –       | 1       | 1       | 2       | 2       |
| SGP                            | 1       | 1       | 1       | 1       | 1       | 2       | 2       | 2       | 2       | 2       | 2       |
| SP                             | –       | –       | –       | –       | –       | –       | –       | 2       | –       | 2       | 2       |
| FvD                            | –       | –       | –       | –       | –       | –       | –       | –       | –       | –       | 1       |
| 50PLUS                         | –       | –       | –       | –       | –       | –       | –       | –       | –       | 3       | 1       |
| Progressief Sociaal Apeldoorn  | –       | –       | –       | –       | –       | –       | –       | –       | 1       | 0       | –       |
| VSP                            | –       | –       | –       | –       | –       | –       | –       | –       | 1       | –       | –       |
| RPF                            | 1       | 1       | 1       | 2       | 3       | –       | –       | –       | –       | –       | –       |
| GPV                            | 0       | 1       | 1       | 2       | 3       | –       | –       | –       | –       | –       | –       |
| Algemeen Ouderen Verbond       | –       | –       | –       | –       | 1       | –       | –       | –       | –       | –       | –       |
| Unie 55+                       | –       | –       | –       | –       | 1       | –       | –       | –       | –       | –       | –       |
| Liberale Volkspartij Apeldoorn | –       | –       | 1       | –       | –       | –       | –       | –       | –       | –       | –       |
| PSP                            | 2       | 1       | –       | –       | –       | –       | –       | –       | –       | –       | –       |
| PPR                            | 2       | 1       | –       | –       | –       | –       | –       | –       | –       | –       | –       |
| CPN                            | 2       | 1       | –       | –       | –       | –       | –       | –       | –       | –       |         |
| Gesamt                         | 39      | 39      | 39      | 39      | 39      | 39      | 39      | 39      | 39      | 39      | 39      |

Anmerkungen

## Sehenswürdigkeiten

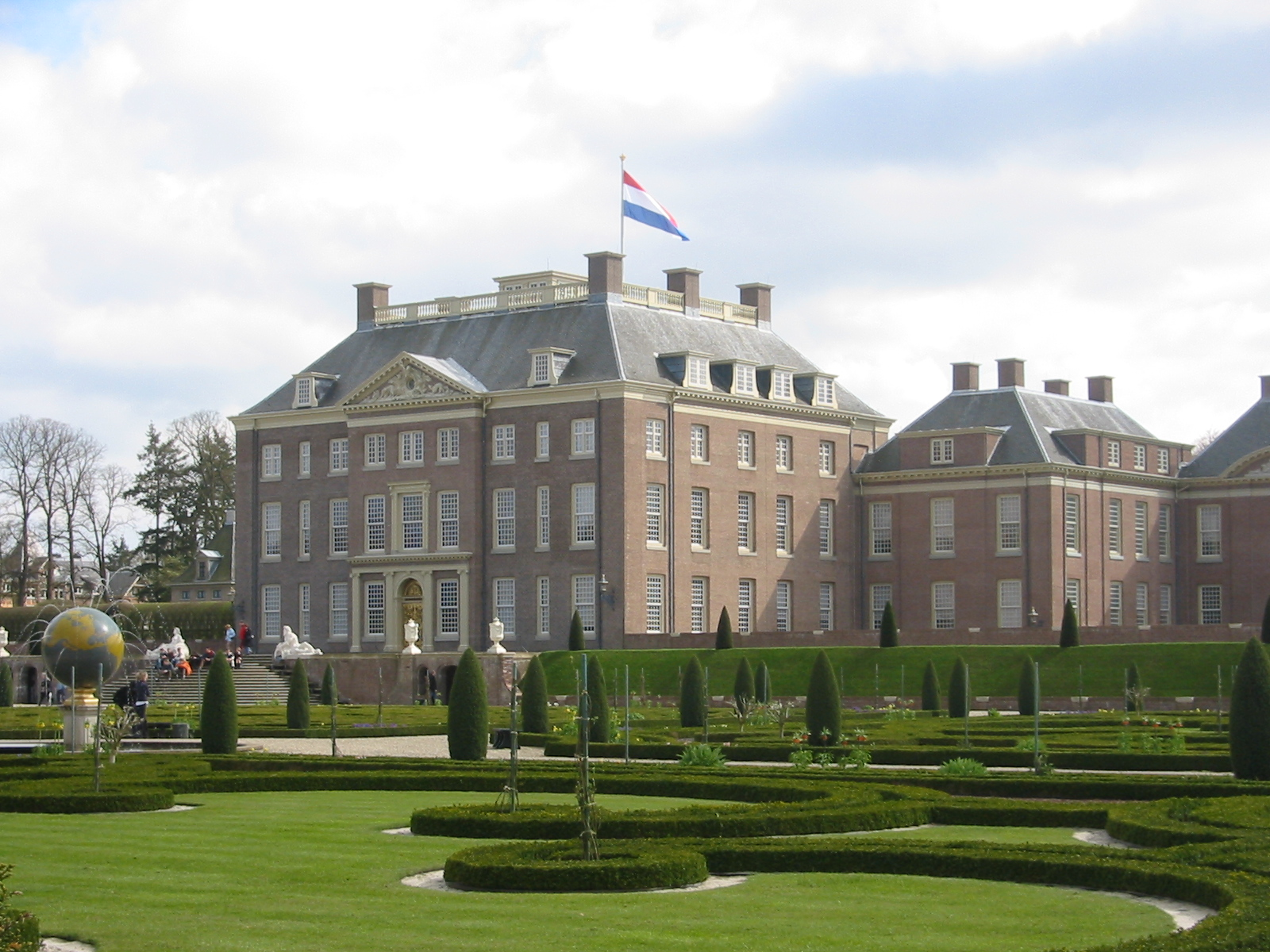
Schloss Het Loo

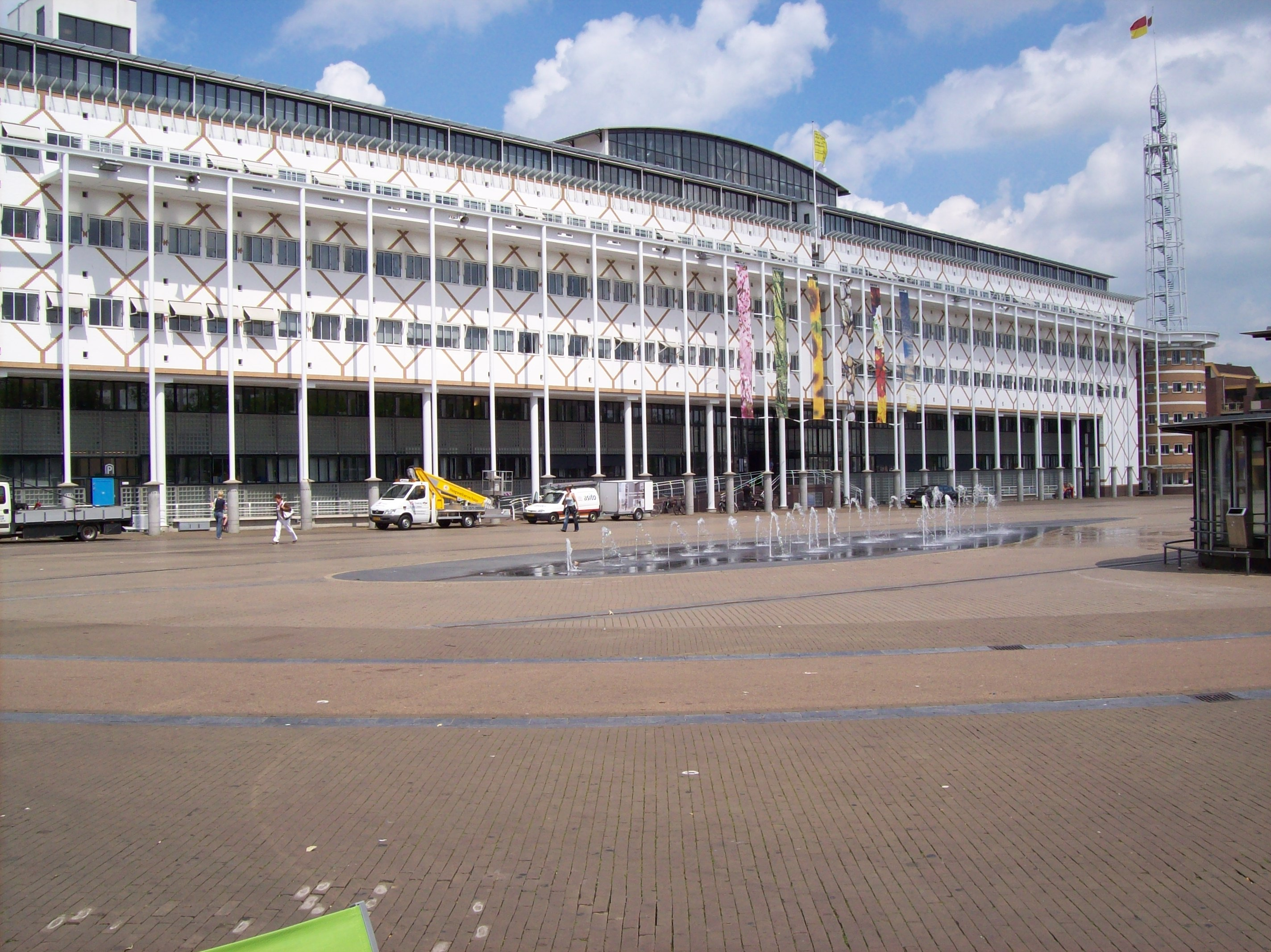
Rathaus

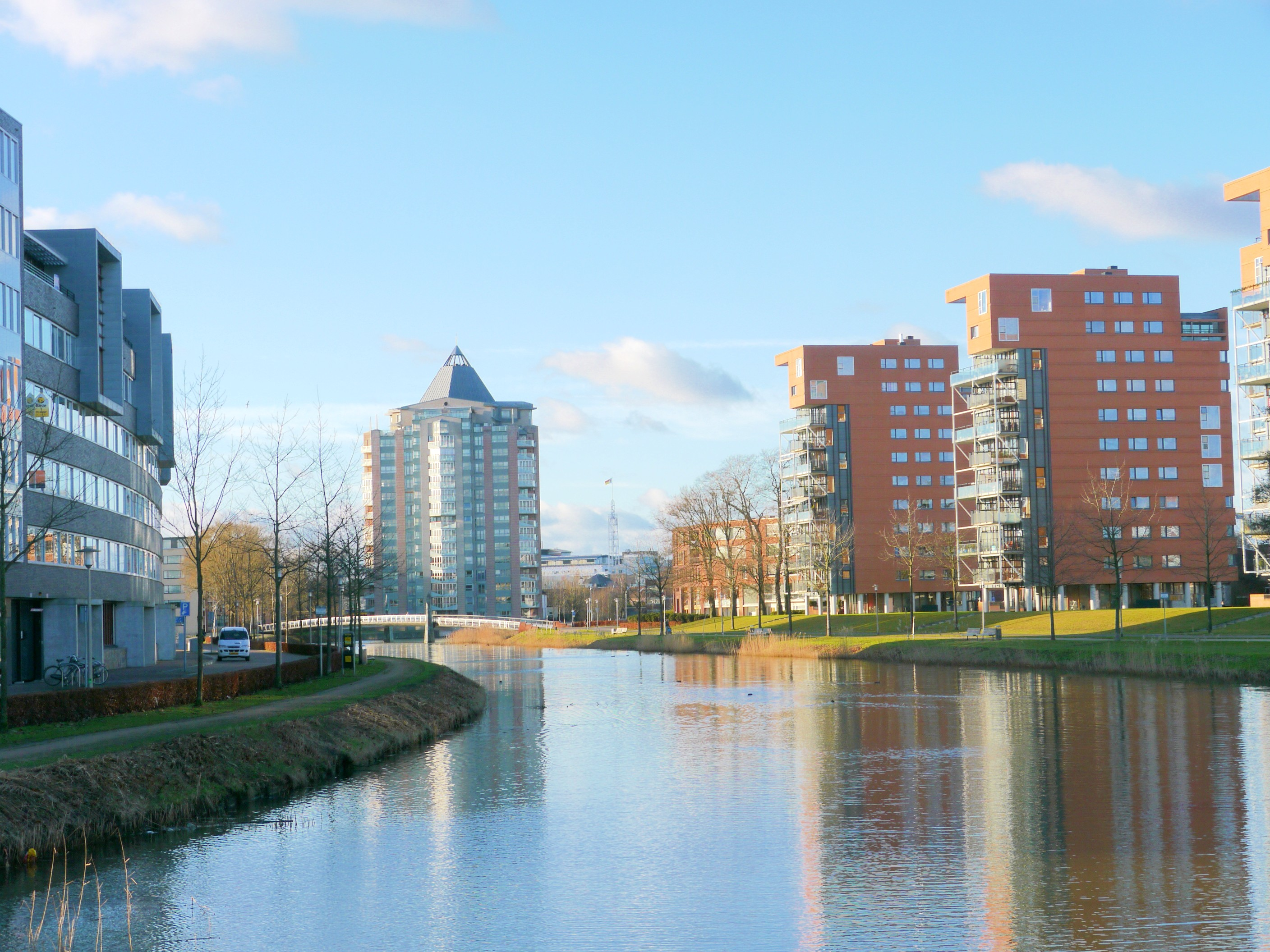
Wohnhäuser am Kanal

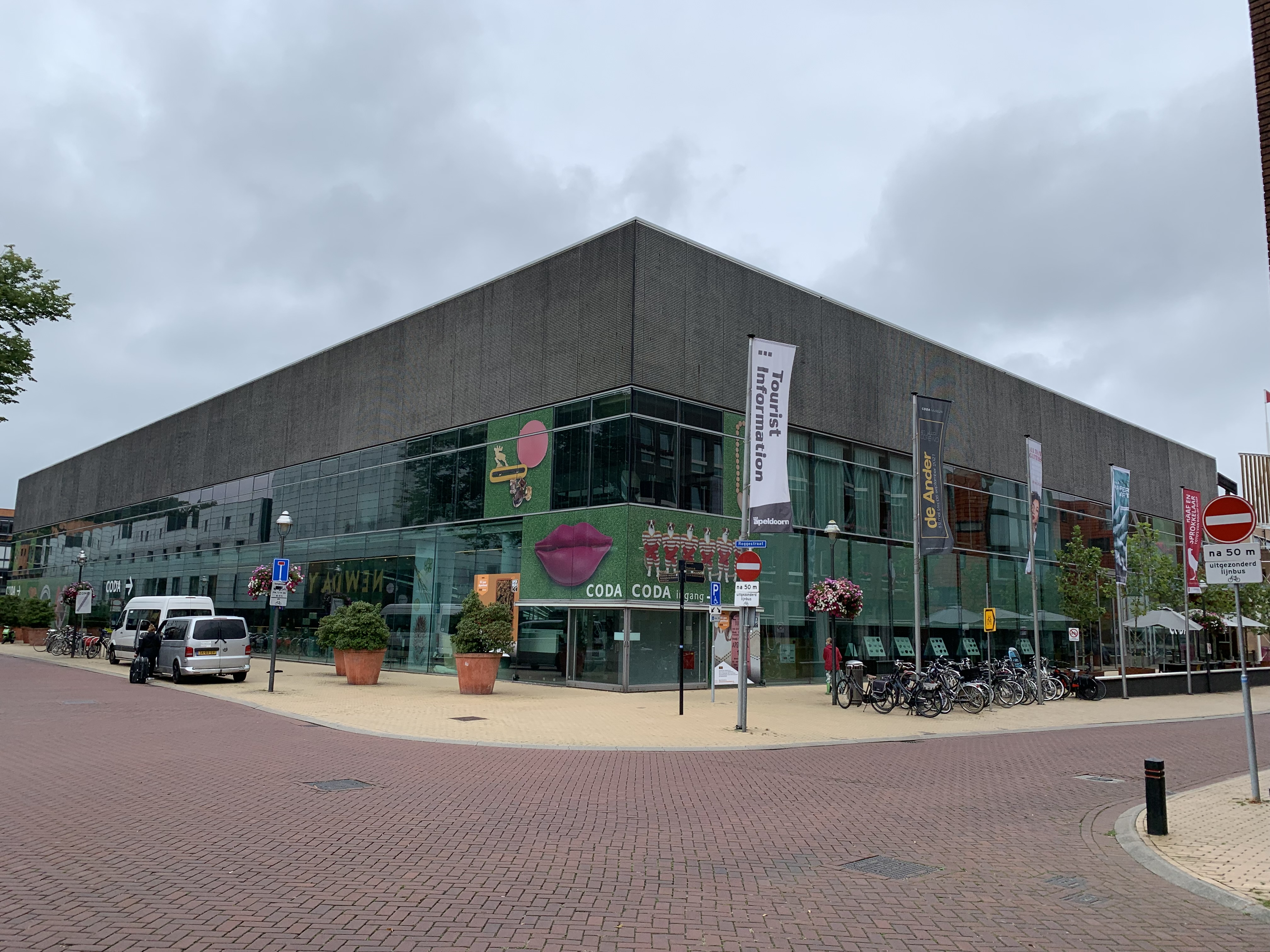
CODA-Museum

- Apeldoorn ist bis weit über die Grenzen bekannt für das Schloss Het Loo, wo bis 1962 Mitglieder des niederländischen Königshauses lebten. Das von einem im Barockstil angelegten Park und großen Wäldern umgebene Palais ist heute ein Museum. Dazu gehört das Schloss Het Oude Loo, das vor der Erbauung des Schlosses Het Loo den Wohnsitz des Königshauses bildete.

- Der Nationalpark Hoge Veluwe liegt zwischen Hoenderloo, südwestlich der Stadt, und Ede.

- In einem Park westlich der Stadt liegt der Zoo Apenheul, in dem nur Affen leben, die meist in direktem Kontakt zu den Besuchern gehalten werden.

- Der Julianatoren („Julianaturm“) ist ein kleiner Freizeitpark.

- Im Zentrum Apeldoorns steht ein Museum für moderne Kunst namens CODA (Cultuur Onder Dak Apeldoorn), das häufig auch Werke von deutschen Künstlern zeigt.

- Auf der Museumseisenbahn zwischen Apeldoorn und Dieren (Gemeinde Rheden) verkehrt in den Sommermonaten der Dampfzug der VSM (Veluwsche Stoomtrein Maatschappij).

## Autobahnen
Apeldoorn liegt an den Autobahnen Zwolle–Arnheim (A 50) und Amsterdam–Hengelo (A 1)–Osnabrück–Berlin, die sich bei Beekbergen kreuzen.

## Bahnhöfe
Der Bahnhof Apeldoorn liegt an der Eisenbahnlinie Amsterdam/Utrecht–Deventer–Osnabrück–Berlin. Seit Dezember 2006 hält hier der internationale Zug nach Osnabrück/Hannover/Berlin. Am 10. Dezember 2006 wurden im Osten der Stadt zwei neue Stationen geöffnet: Apeldoorn-De Maten (an der Linie nach Zutphen) und Apeldoorn-Osseveld an der Linie nach Deventer.

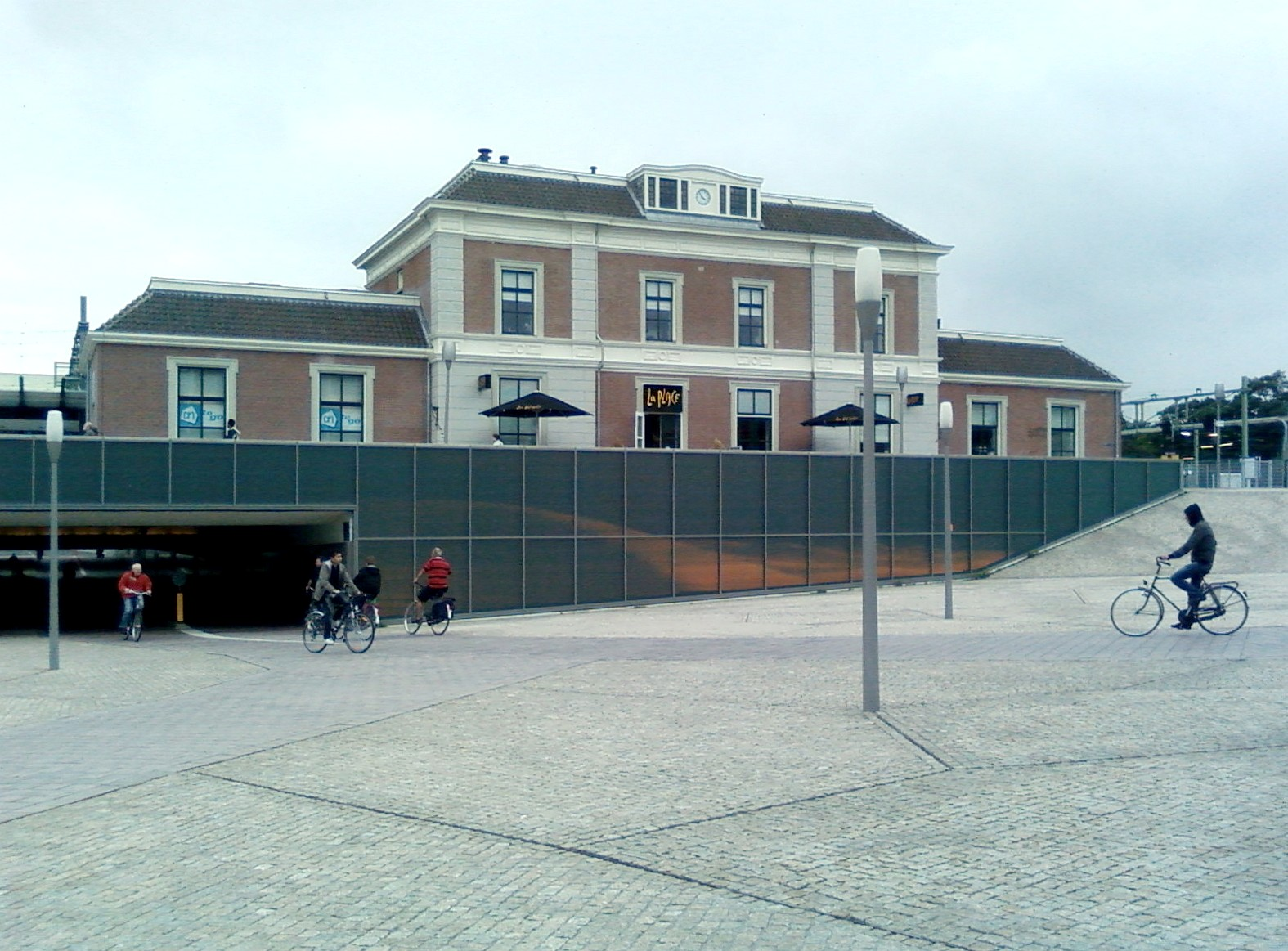
Hauptbahnhof
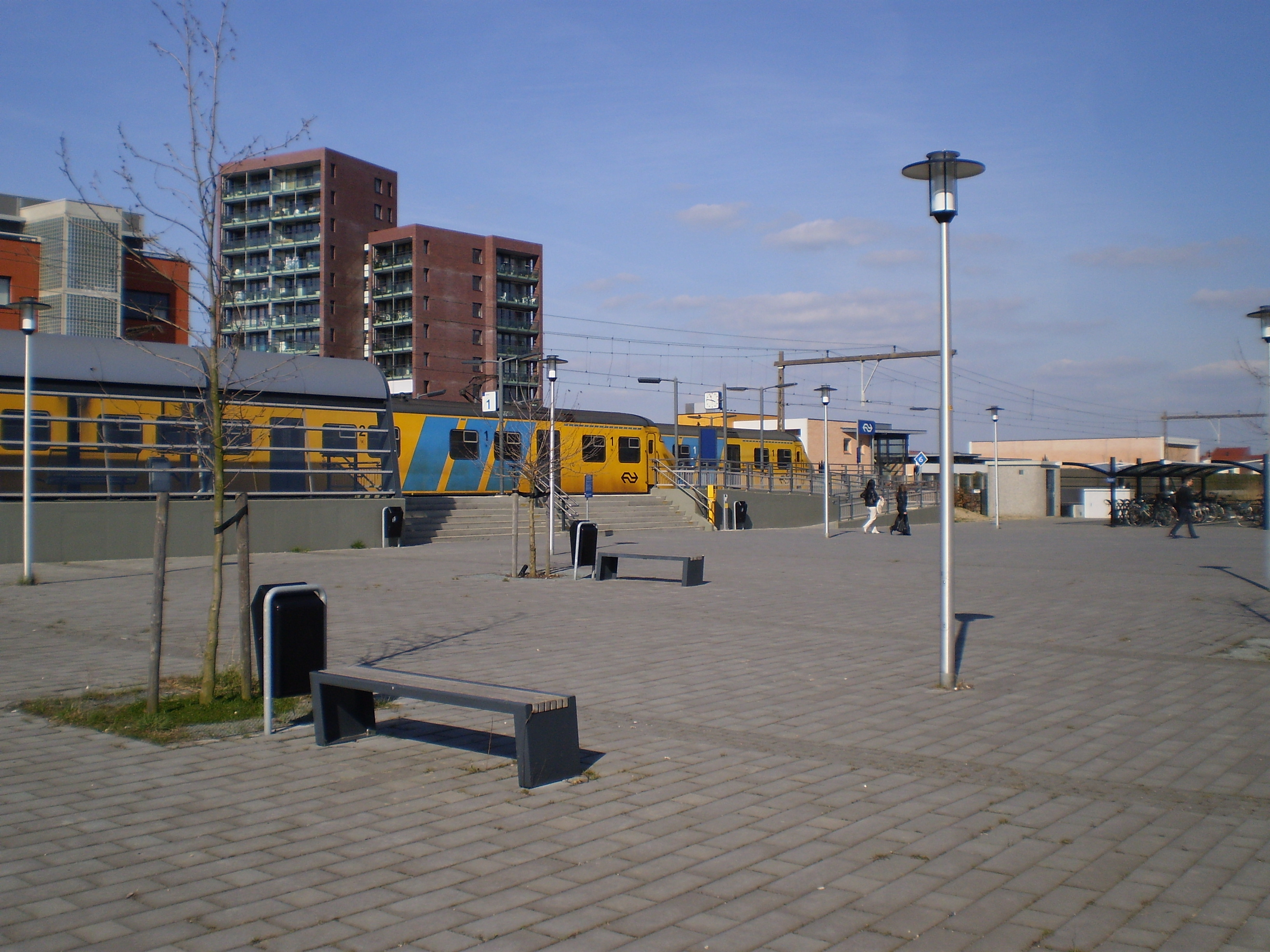
Bahnhof Apeldoorn-Osseveld
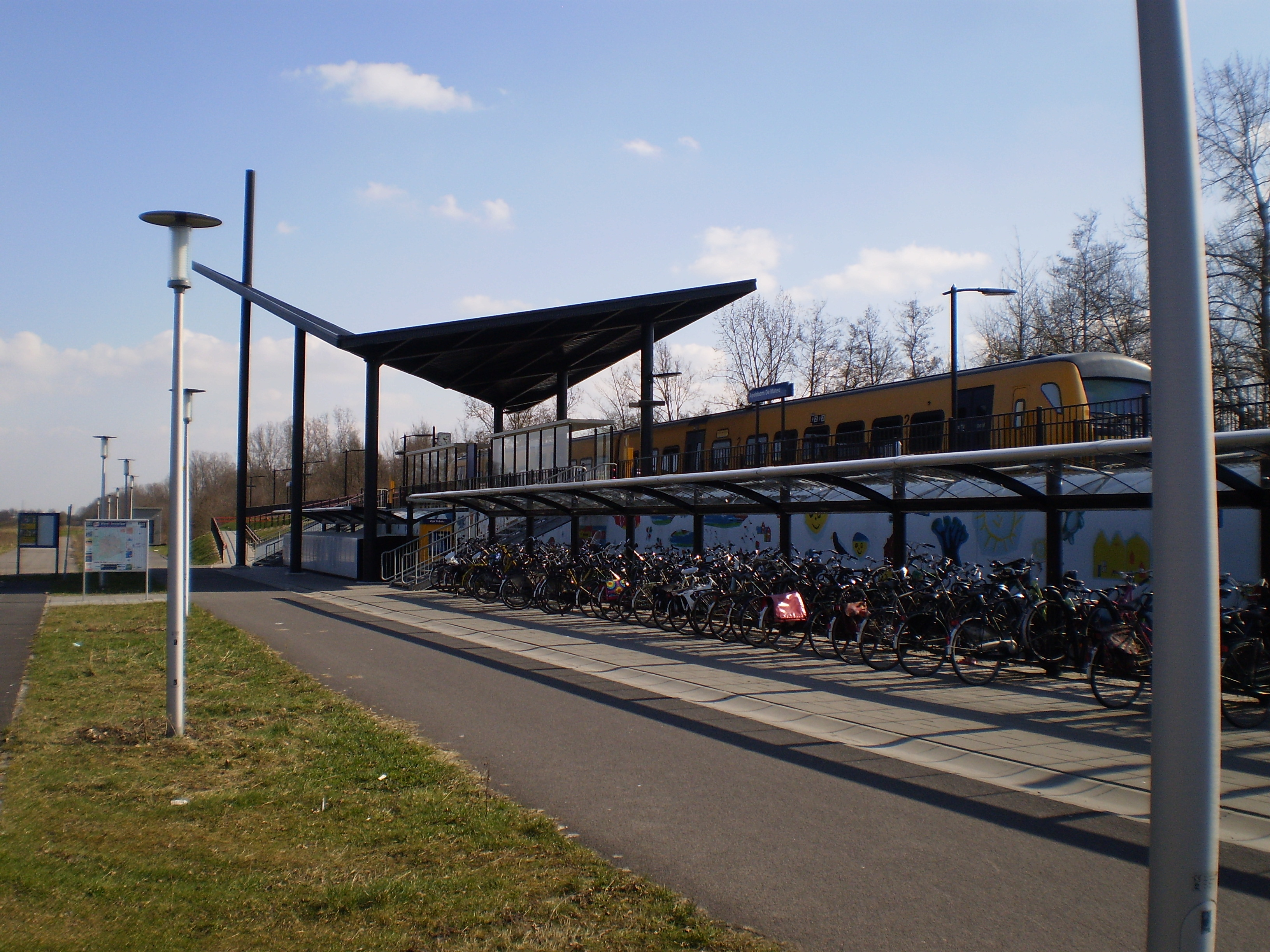
Bahnhof Apeldoorn-De Maten

## Sport

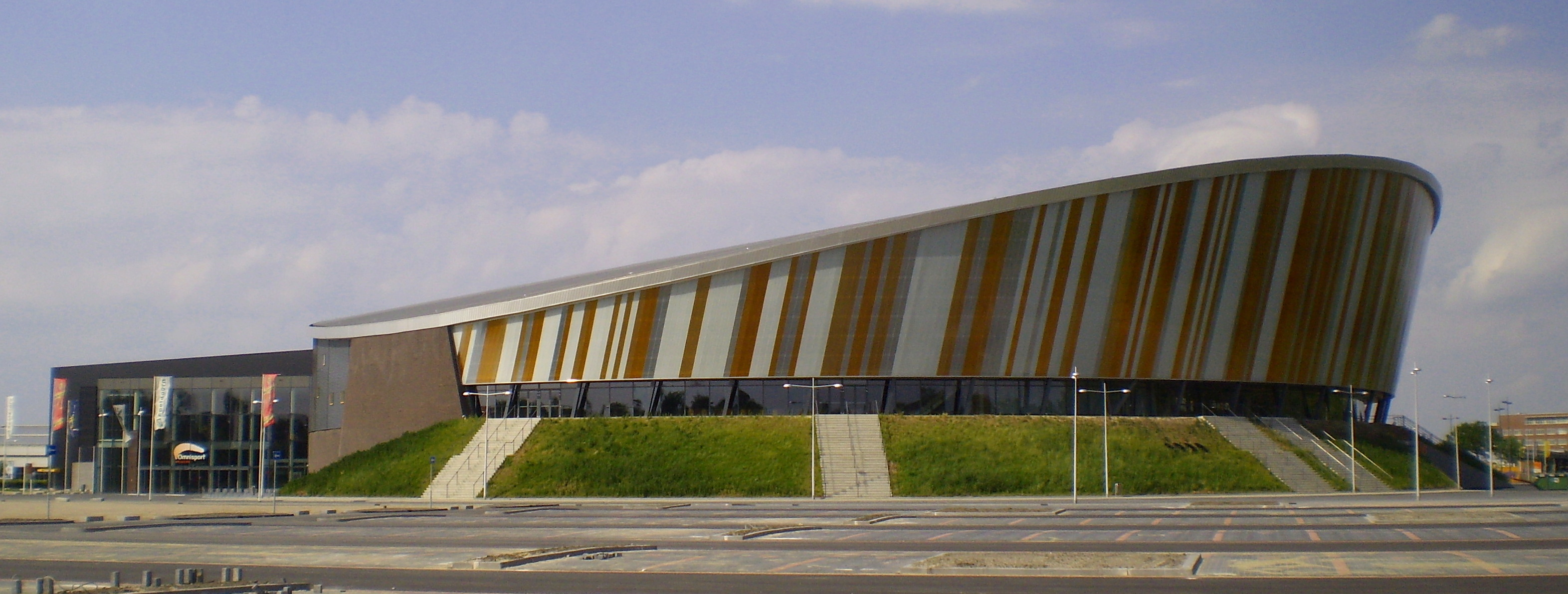
Omnisport Apeldoorn

Östlich der Innenstadt wurde 2008 das Omnisportcentrum, eine große Sportanlage für verschiedene Sportarten mit einer Halle für die Volleyballer von PZ/Dynamo eröffnet. Dort fanden 2011 und 2018 die Bahn-Weltmeisterschaften im Radsport statt.
In Apeldoorn gibt es zwei Sportvereine, die auf höchster Ebene spielen, beides Volleyballvereine.
- Volleyball
Die Damenmannschaft von Dros/Alterno spielt in der niederländischen Ehrendivision (Volleyball).
Die Herrenmannschaft Piet Zoomers/Dynamo spielt in der Eredivisie (Ehrendivision).

- Fußball
AGOVV Apeldoorn spielte seit der Saison 2003/2004 bis zum Konkurs Anfang 2013 in der eerste divisie (Zweiten Liga) des niederländischen Profi-Fußballs.

Apeldoorn ist auch als Schauplatz zweier Laufsportveranstaltungen sowie einer Marschveranstaltung bekannt: Der Midwinter-Marathon wird seit 1974 im Januar oder Februar ausgetragen und von 1984 bis 2007 fand ein international renommierter 24-Stunden-Lauf statt. Jährlich findet der Viertage-Marsch von Apeldoorn (Apeldoorn Vierdaagse) statt, der vom Niederländischen Wandersportbund NWB organisiert wird.

## Söhne und Töchter der Stadt
- Anna Absolon (* 1938), deutsche Politikerin
- Jan Willem Achterkamp (* 1953), Carilloneur, Komponist, Gesangspädagoge, Chorleiter und Organist
- Luuk Balkestein (* 1954), ehemaliger Fußballspieler
- Mike Bolsenbroek (* 1987), Baseballspieler, Europameister und mehrfacher Deutscher Meister
- Peter Bosz (* 1963), Fußballtrainer und ehemaliger -spieler
- Hanke Bruins Slot (* 1977), Politikerin
- Emile Cantor (* 1955), Bratschist und Hochschullehrer
- Marit Crajé (* 2001), niederländische Handballspielerin
- Wim Dijkgraaf (* 1970), Mundharmonikaspieler und Komponist
- Kevin Diks (* 1996), Fußballspieler
- Douwe Eisenga (* 1961), Komponist
- Hilbrand Hartlief (1948–2006), Volleyballspieler und Sportreporter
- Frederik Hulswit (1885–1932), Wasserballspieler
- Marije van Hunenstijn (* 1995), Sprinterin
- Emile Jansen (1959–2024), Filmproduzent, Regisseur und Schauspieler
- Piet de Jong (1915–2016), Politiker und von 1967 bis 1971 niederländischer Ministerpräsident
- Julian Jordan (* 1995), DJ
- Sanne Konijnenberg (* 2004), Volleyballspieler
- Marita Kramer (* 2001), österreichische Skispringerin
- Remke Kruk (* 1942), Arabistin und Hochschullehrerin
- Bert Klei (1924–2008), Journalist
- Gert-Jan Liefers (* 1978), Mittel- und Langstreckenläufer
- Arend Lijphart (* 1936), niederländisch-US-amerikanischer Politologe
- Willem de Vos (* 1954), Mikrobiologe
- Dennis Licht (* 1984), Mittel- und Langstreckenläufer
- Tim Linthorst (* 1994), Fußballspieler
- Stefan Lievestro (* 1964), Jazzmusiker
- Gerrit Möhlmann (* 1950), Radrennfahrer
- Peter Möhlmann (* 1982), Radrennfahrer
- Gerardus Mooyman (1923–1987), Freiwilliger der Waffen-SS
- Rose Marie Nijkamp (* 2006), Tennisspielerin
- Leo Samama (* 1951), Komponist und Musikwissenschaftler
- Johanna Schut (* 1944), ehemalige Eisschnellläuferin
- Susan Schut (* 2003), Volleyballspielerin
- F. Starik (1958–2018), Dichter und Künstler
- Ed Starink (* 1952), Komponist und Musikproduzent
- Ben Stom (1886–1965), Fußballspieler
- Narda van Terwisga (1919–1997), Widerstandskämpferin
- Gustaaf van de Wall Perné (1877–1911), Maler, Illustrator, Schriftsteller
- Jacques Wallage (* 1946), Politiker
- A. H. Wegerif (1898–1963), Architekt und Filmarchitekt
- Gertie Wildeboer (* 1948), Radrennfahrer
- Nico de Wolf (1887–1967), Fußballspieler
- Uğur Yıldırım (* 1982), Fußballspieler
- Demy de Zeeuw (* 1983), Fußballspieler
- Steven Berghuis (* 1991), Fußballspieler
- Iris Wolves (* 1994), Hockeyspielerin